# Holcojoppa bicolor
Holcojoppa bicolor är en stekelart som först beskrevs av Oktawiusz Radoszkowski 1887.
Holcojoppa bicolor ingår i släktet Holcojoppa och familjen brokparasitsteklar. Inga underarter finns listade i Catalogue of Life.